# Брунхилда
Вижте пояснителната страница за други личности с името Брунхилда.
Брунхилда (на латински: Brunichild, Brunhilda; Brunehilde, Brunichildis) е кралица на франките.

## Биография

### Произход
Родена е около 543 година в Толедо, Вестготско кралство. Дъщеря е на краля на вестготите в Испания Атанагилд и Госвинта (Гоисвинта). Сестра е на по-късно убитата Галсвинта (* 550; † 567).

### Кралица на франките
През пролетта 566 г. Брунхилда се омъжва за Сигиберт I, кралят на източната част на кралството на франките (Австразия), в Реймс. По този случай става католичка. Съпругът ̀и е петият и най-малък син на Хлотар I и Ингунда. Сестра ѝ Галсвинта се омъжва за полубрата на Сигиберт Хилперих I, кралят на Неустрия и е убита през 570 г., заради връзката на Хилперих с конкубината Фредегунда. Това води до голяма омраза между Брунхилда и Фредегунда.
През 575 г. Сигиберт започва поход от Париж против Хилперих I, но още същата година е убит по поръчка на Фредегунда с отровени оръжия. Хилперих I изпраща Брунхилда и дъщерите ѝ Ингунда и Хлодосвинта от Париж в изгнание. Петгодишният ѝ син Хилдеберт II e спасен и заведен от Гундоалд, привърженик на съпруга ѝ, в Австразия, където го издига за крал на 25 декември 575 г.

### Брак с Меровех II и регент
Брунхилда се омъжва през 576 г. в Руан от владиката Praetextatus за племенника си Меровех II, най-големият син на Хилперих I и първата му съпруга Аудовера, което е забранено. След няколко дена Хилперих хваща Меровех в Соасон и го прави свещеник. През 577 г. Меровех е убит. Брунхилда успява да избяга в Австразия и отива в двореца на сина си, където става регентка на малолетния си син Хилдеберт II и играе голяма роля.
През 587 г. тя сключва договора от Анделот с Гунтрам I (четвъртият син на Хлотар I и Ингунда), частичен крал на Бургундия, който е без мъжки наследник и определя Хилдеберт II за такъв. През 593 г. Гунтрам умира и Хилдеберт поема наследството си.
Когато 26-годишният Хилдеберт умира през 596 г., Брунихилда става регентка на малолетните си внуци Теодеберт II в Австразия и Теодорих II в Бургундия. След смъртта на Фредегунда през 597 г. в Неустрия управлява нейният 13-годишен син Хлотар II, така че всички три франкски частични кралства номинално са управлявани от деца.
През 598/599 г. вражеските благородници прогонват Брунихилда. Тя намира подслон в Бургундия при внука си Теодорих II. Там играе също важна роля. През 613 г. тя издига правнука си Сигиберт II за крал, като пренебрегва братята му. Това води до бунт на бургундските благородници, които се съюзяват с Хлотар II. Сигиберт е убит, a Брунихилда избягва, но я хващат и предават на победителите.

### Смърт
През 613 г. Брунхилда е измъчвана и убита чрез разчекване с коне. Погребват я в църквата Св. Мартин в Отен (Autun).

## Деца
Брунихилда има със Сигиберт I три деца:
- Хилдеберт II († 596), крал на Франкското кралство
- Хлодосвинта († след 589), омъжена I. 590 г. за краля на лангобардите Аутари, II. 594 г. за Рекаред I, краля на вестготите между 586 – 601 г.
- Ингунда († 585), омъжена 579 г. за Херменегилд, големият син на Леовигилд (крал на вестготите 569 – 586).